# Vesperus brevicollis
Vesperus brevicollis es una especie de insecto coleóptero de la familia Vesperidae. Estos longicornios se distribuyen por el Sistema Central de la península ibérica (España y Portugal).
V. brevicollis mide entre 12 y 25 mm, estando activos los adultos entre mayo y septiembre.